# 航空神社 (所沢市)
航空神社（こうくうじんじゃ）は、埼玉県所沢市小手指元町の北野天神社に鎮座する神社である。1937年（昭和12年）に徳川好敏の宿願により所沢陸軍飛行学校内に創建された。
1938年（昭和13年）、埼玉県豊岡に陸軍航空士官学校が設置されるとともに奉遷され、士官学校生徒の尊崇の中心として礼拝を受けてきた。1945年（昭和20年）終戦となり陸軍航空士官学校敷地が米軍に接収される情勢となり、徳川好敏陸軍航空士官学校長を中心とした航空関係者は、本航空神社を永久に保全することを願い、従来、祭典に奉仕せられた北野天神社の宮司栗原良介に懇請し、同宮司と地元有志の協力により、米軍進駐に先立つ1945年9月3日、崇祠を原型のまま、現在の北野天神社へ奉遷され、現在に至っている。

## 祭神
- 天照皇大神
- 神武天皇
- 明治天皇
- 元陸軍航空隊の戦没者及び殉職者

### 祭神（元陸軍航空隊戦没者及び殉職者）の内訳
| 御霊璽第一 | 大正2年3月28日 - 昭和15年3月6日    | 81柱  |
| 御霊璽第二 | 昭和15年2月12日 - 昭和17年10月24日 | 64柱  |
| 御霊璽第三 | 昭和16年2月26日 - 昭和17年10月8日  | 209柱 |

| 祭神 | 昭和18年11月3日配祀 | 181柱 |
| 神璽 | 昭和19年11月3日配璽 | 335柱 |

| 明野飛行学校関係                       | 1651柱 |
| 特攻比島方面飛行隊の部                 | 252柱  |
| 特攻比島方面挺身隊の部                 | 457柱  |
| 特攻沖縄・台湾方面飛行隊の部           | 235柱  |
| 特攻九州・沖縄方面飛行隊の部           | 780柱  |
| 特攻南方方面（除く比島）飛行隊の部     | 65柱   |
| 特攻本土方面飛行隊の部                 | 55柱   |
| 少年飛行兵出身者の部                   | 382柱  |
| 終戦時自決烈士の部                     | 78柱   |
| 霊名不詳者（祭祀に証左あるも氏名不詳） | 131柱  |

## 由緒
航空神社建立の由来は、1936年（昭和11年）当時、航空殉職者が一命を捧げて国家航空の開発・発展に貢献しながらも靖国神社に合祀されない実情を踏まえ、かつて所沢飛行学校長であった徳川好敏中将の宿願により、伊勢神宮御造営の古木及び氷川神社の御用材を拝受し、所沢陸軍飛行場の南端に社殿を造営し天照大神の鎮座及び航空殉職者の配祀祭を執行したものであり、1937年（昭和12年）9月25日に創建（陸軍航空関係の神社として滋賀県八日市飛行場の冲原神社に次いで創建年が確認できる2番目に古い営内神社）された。翌日、部隊改編により所沢陸軍飛行学校は閉校となったが、学校施設の大部分は陸軍士官学校分校となり、航空神社は陸軍士官学校分校の守護霊として崇敬の中心となった。
航空神社の斎主は、北野天神社の栗原家が務めてきた。北野天神社は、埼玉県内の有数の古社であるからばかりでなく、延喜式内社でもある物部天神社の御祭神、櫛玉饒速日命が天磐船に乗って天より下ったため、航空安全の神として崇敬を受ける事も深く関係していると思われる。
1938年（昭和13年）5月7日、建設中の学校施設が概成し、所沢の陸軍士官学校分校は埼玉県豊岡（現：埼玉県入間市）に移転することとなり、同年12月10日、同地に陸軍航空士官学校が創設された。これに併せて航空神社も豊岡に奉遷することとなった。それまで所沢陸軍飛行学校関係の殉職者49柱が配祀されていたが、豊岡への移転後は、将来の航空関係出身の英霊も配祀されることとなった。航空神社は生徒が修学中において、英霊と直面してその霊気に触れうる環境とすべきという当時の学校長の意図に基づき、最も静寂な学校北部の林の中が選ばれた。毎日早朝、候補生たちは航空神社に参詣し、その精神の拠り所としていた。航空神社には、靖国神社へ祀られることのなかった殉職者の靈が祀られ、航空発展を願う航空魂が宿っていた。
1945年（昭和20年）9月3日、終戦後に米軍が陸軍航空士官学校へ進駐・接収される情勢となり、陸軍航空士官学校長であった徳川好敏中将ほか航空関係者は、航空神社の崇祠を永久に保全することを願い、これまで祭典に奉仕してきた北野天神社の栗原良介宮司に懇請し、同宮司の厚意と地元有志の協力により、米軍進駐に先立って、崇祠を原型のまま埼玉県所沢市大字北野にある北野天神社へ奉遷した。
北野天神社に移った航空神社においては、欠かすことなく祭祀が続けられ、春秋2回の祭礼には、東久邇宮殿下以下多数の参詣があり盛大であった。
1954年（昭和29年）、航空自衛隊発足後、航空自衛隊の殉職者はこの航空神社に合祀されるという特別な神社となり、常に航空界の中枢の神社であった。なお、1962年（昭和37年）に防衛省市ヶ谷地区に慰霊碑が建てられたため、二百余柱の殉職自衛官の御霊は同碑に遷還された。
1965年（昭和40年）11月19日、諸般の事情から航空自衛隊幹部候補生学校に霊璽が遷されることとなり、奉遷には菅原道大ほか多くの神官が西下した。幹部候補生学校においては奉遷された霊璽は神社としてではなく参考館に安置された。
1988年（昭和63年）2月26日、航空自衛隊入間基地に整備された修武台記念館に霊位牌及び霊名簿が安置された。
2024年（令和6年）3月13日、航空神社遷霊祭並奉遷祭が挙行され霊位牌及び霊名簿が北野天神社へ再び遷座された。

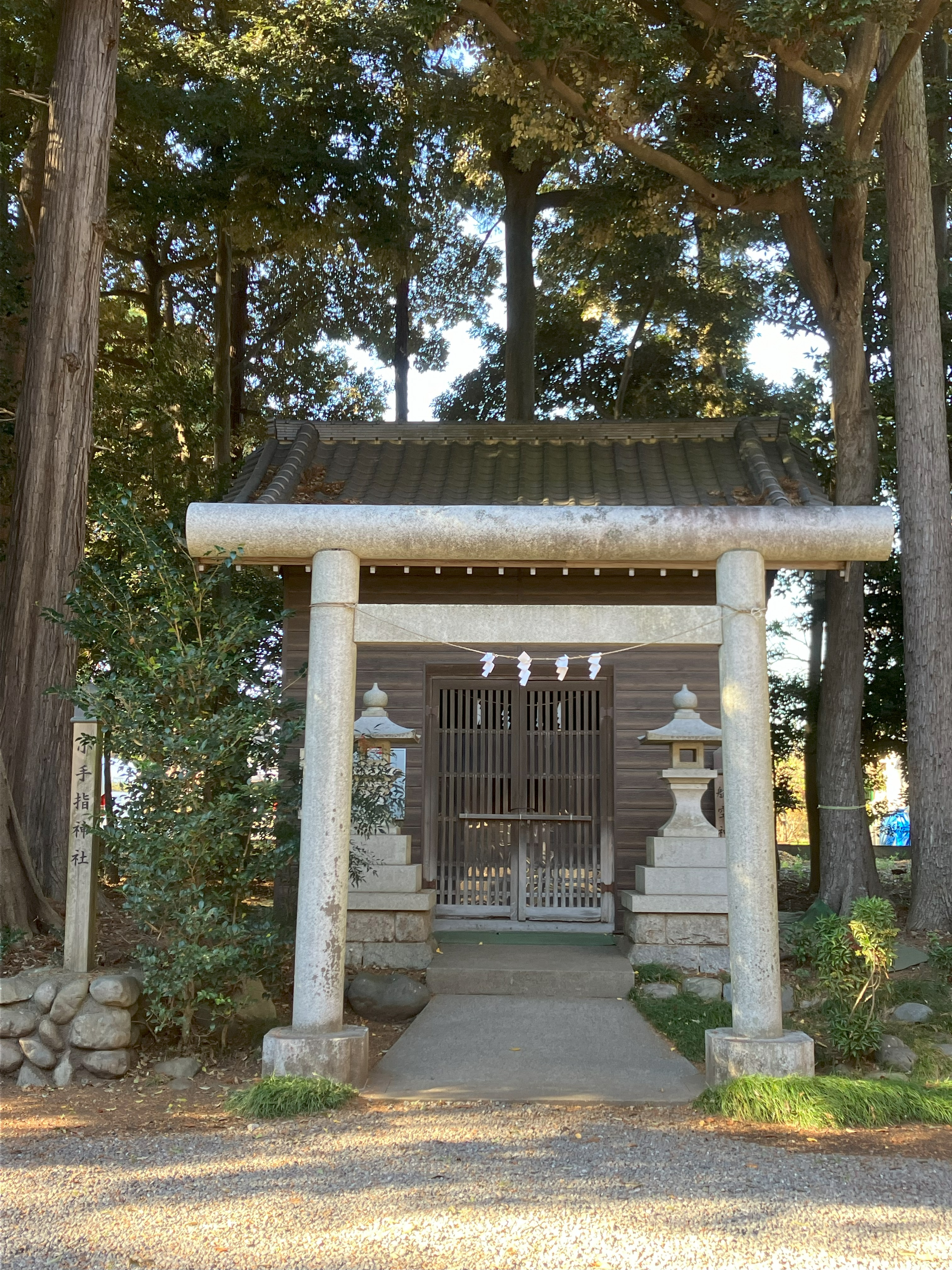
航空神社の外観
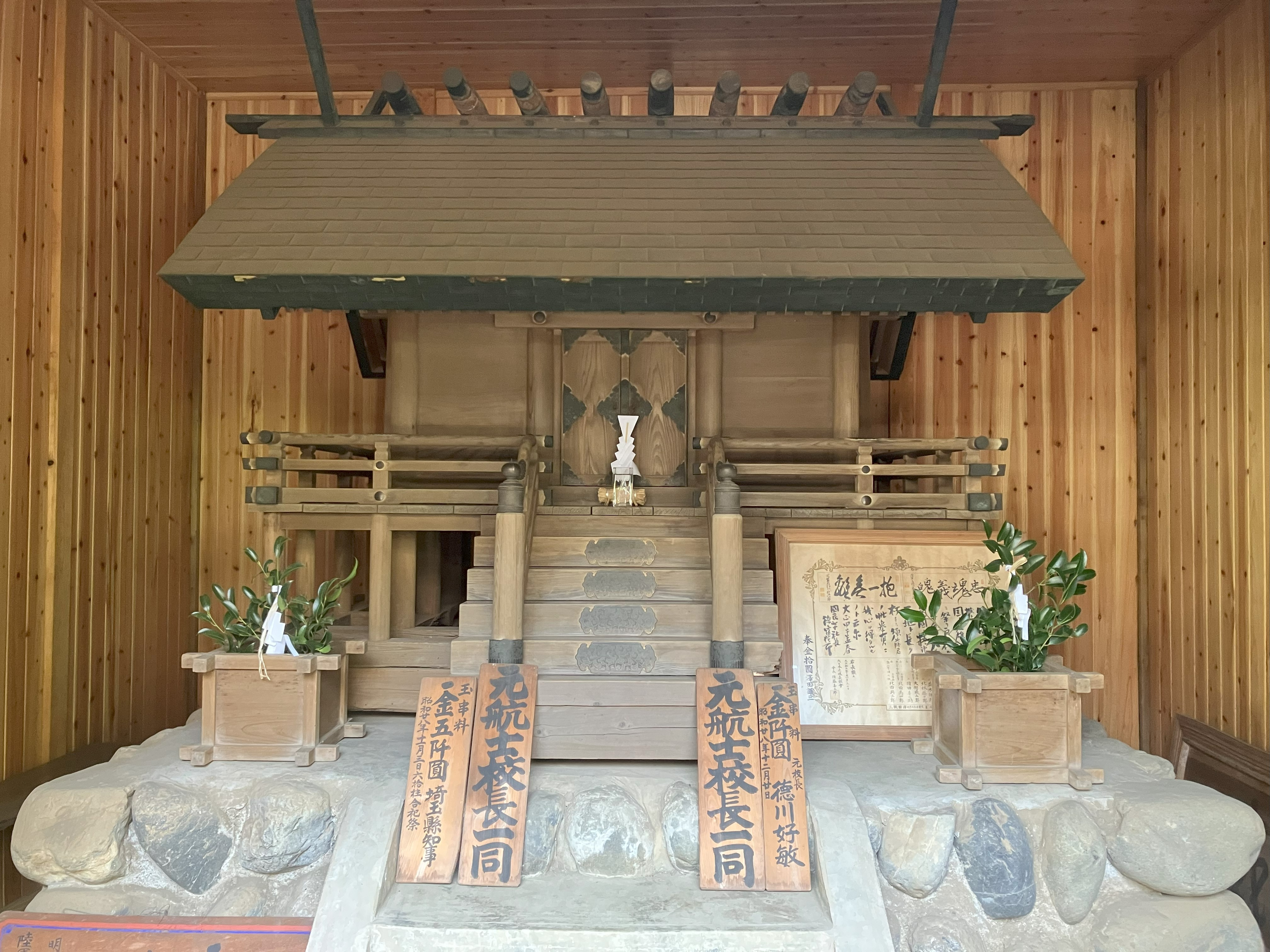
航空神社の社

## 例祭
航空神社遷霊祭並奉遷祭を経て、2024年4月15日、1965年以来、本来あるべき形での航空神社例祭が開催された。なお、例祭に併せて、航空神社に係る史料や写真の展示会が行われた。
翌年以降、例祭は4月15日に近い日曜日に開催されることとなり、2025年（令和7年）は、4月13日に開催される。

## 航空神社の歌 わすれじの翼
作詞：航空神社奉賛会 作曲：航空音楽隊長 松井 秀喜
| 1 | 大空に 命ささげた 人々を まつる社の 尊さよ 君をたたえて もろともに 心ゆくまで 語りましょう 遠いあの日の 思い出を   |
| 2 | 玉垣に 翼あこがれ 今も尚 忘れな草が 咲いている 君をしのんで もろともに 心ゆくまで 歌いましょう あの喜びも 悲しみも |
| 3 | 青空に 君のみ心 うけついで 銀の翼が とんでいる 父を慕って 僕もまた 強く明るく 生きましょう このみ社の み恵みに     |

この歌は、1962年（昭和37年）11月3日、航空神社創始25周年臨時大祭においてはじめて披露された。前年1961年（昭和36年）の大祭の折り、当時合祀された防衛庁関係の御遺族の姿を拝し作詞作曲されたものである。

## 御朱印・御守
航空神社遷霊祭並奉遷祭を経て、2024年（令和6年）4月13日より、御朱印と御守の頒布が始まった。

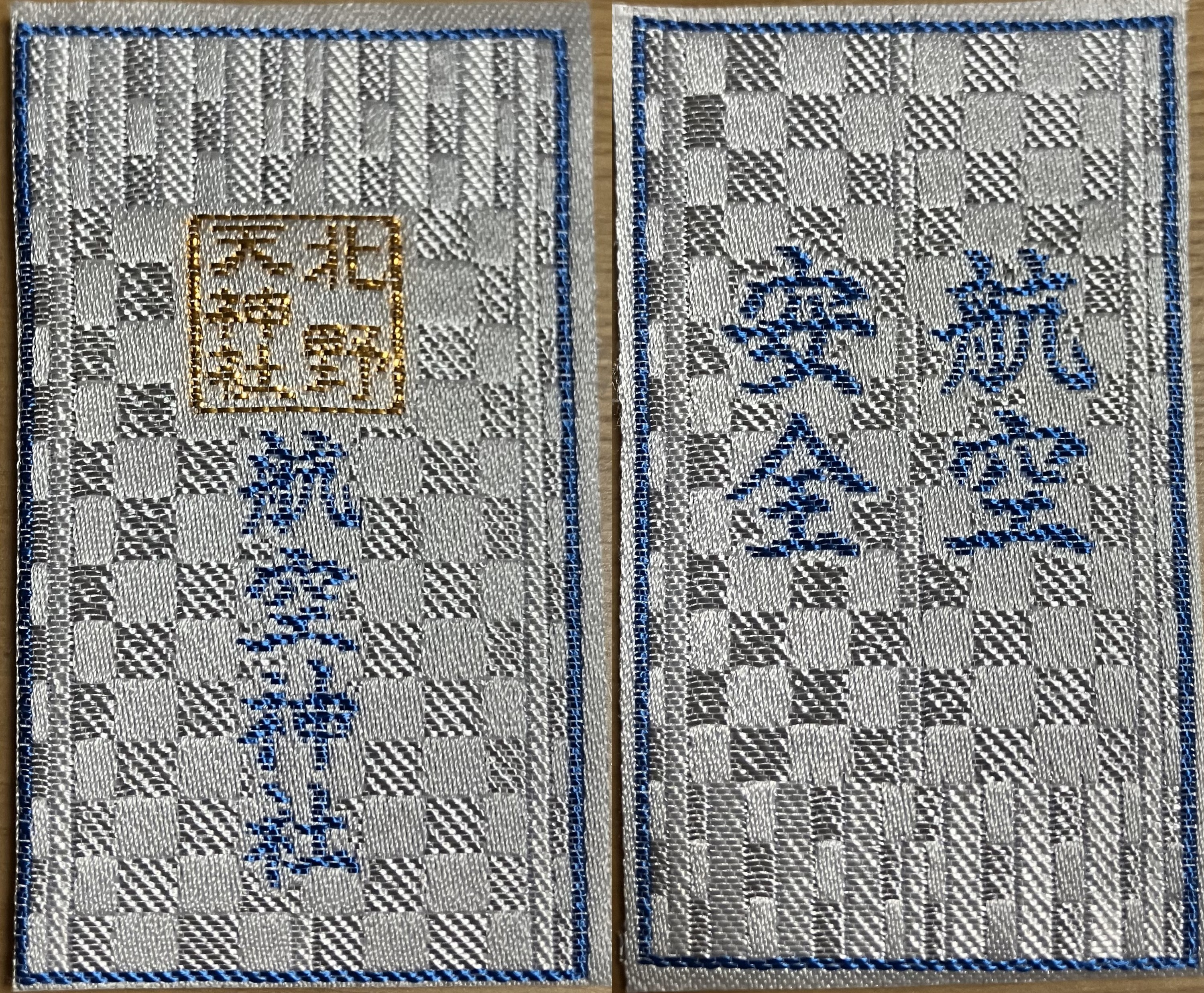
航空神社の御守

## 関連文献
- 所沢航空資料調査収集する会 編『飛翔 所沢飛行場の経歴』所沢航空資料調査収集する会、2003年4月。国立国会図書館書誌ID:000007322369。